# Undergrundsbane
En undergrundsbane er en jernbane for nærtrafik i en storby, placeret under jorden i tunneller.
De fleste undergrundsbaner er kun nedgravet under de centrale bydele, mens de i forstæderne oftest har deres tracé i jordniveau, og da kan siges at være lokalbaner.
Der findes undergrundsbaner i over 130 byer kloden rundt. F.eks. London Underground, i New York City Subway, Métro de Paris, Stockholms Tunnelbana, T-banen i Oslo, Københavns Metro og Berlins U-Bahn.

## Drift
Karakteristisk for undergrundsbaner er høj kapacitet og hyppig drift med tilpasning til myldretiderne.

## "Tunnelbane"
"Tunnelbane" er det samme som undergrundsbane. Ordet blev ofte brugt i debatten om udvidelse af S-togsnettet i 1950'erne, 1960'erne og 1970'erne – hvor der var forskellige og omfattende planer om undergrundsbaner i København. Disse blev dog ikke til noget, og i stedet blev der i 1990'erne bygget en metro, der åbnede i 2002.
Tunnelbane bruges nu mest om undergrundsbanerne i Stockholm og Oslo der begge har fået navnet tunnelbane (svensk: Tunnelbana, T-bana; norsk: tunnelbane, T-bane).